# Rattus niobe
Rattus niobe és una espècie de mamífer rosegador de la família dels múrids. És endèmica de Papua Nova Guinea, on viu a altituds d'entre 762 i 4.050 msnm. Els seus hàbitats naturals són els boscos molsosos tropicals, les zones de bosc degradat i els jardins rurals vells. És una espècie en risc mínim, és a dir, no sembla que hi hagi cap amenaça significativa per a la seva supervivència. El seu nom específic, niobe, es refereix a Níobe, un personatge de la mitologia grega.